# Amousse Tessema
Amousse Tessema (ur. 25 września 1931 w Tulu Bolo) – etiopski kolarz szosowy, olimpijczyk.
Uczestnik Letnich Igrzysk Olimpijskich 1960 w Rzymie. Nie ukończył wyścigu indywidualnego na czas, a w drużynowej jeździe na czas zajął 28. pozycję wśród 30 sklasyfikowanych zespołów (członkami zespołu byli także: Kouflu Alazar, Geremew Denboba,  Negousse Mengistou).